# Bloc des masses sénégalaises
Pour les articles homonymes, voir BMS.
Le Bloc des masses sénégalaises (BMS) est un ancien parti politique sénégalais d'opposition, actif entre 1961 et 1963.

## Histoire
Il fut créé en 1961 par Cheikh Anta Diop – le premier des trois partis fondés par lui – pour prendre ses distances à l'égard du régime dirigé par le président Léopold Sédar Senghor et son Premier ministre Mamadou Dia. Boubacar Guèye fait également partie des membres fondateurs.
Le BMS fait campagne pour le « NON » lors du référendum du 3 mars 1963, qui voit le « OUI » l'emporter avec 99,45 % des suffrages.
Le BMS est interdit le 14 octobre 1963 et, parfois au prix d'avantageuses propositions, un certain nombre de ses membres rejoignent l'Union progressiste sénégalaise (UPS) de Senghor qui deviendra le parti unique du Sénégal.
Cheikh Anta Diop fonde bientôt un deuxième parti, le Front national sénégalais (FNS).